# محافظة كوانغ تشي
محافظة كوانغ تشي  ( بالفيتنامية : Quảng Trị ) هي إحدى محافظات فيتنام. وتقع في الساحل الوسط شمالي.

## أعلام
- دوغلاس إي. ديكي
- رونالد إل. كوكر
- تيرينس س. غريفز
- بروس دبليو. كارتر
- جيمس أندرسون جونيور